# Flavanone

Struttura molecolare base di un flavanone e numerazione d'anello

I flavanoni sono un gruppo di composti chimici naturali fenolici appartenenti alla classe dei flavonoidi. Basati sulla struttura dello scheletro di atomi di carbonio del capostipite flavone, dal punto di vista strutturale viene a mancare rispetto a quest'ultimo il doppio legame tra il carbonio 2 ed il carbonio 3, ottenendo un composto in forma ridotta.

## Distribuzione
La distribuzione nel mondo vegetale è molto limitata. Sono isomeri dei calconi, ma a differenza di questi non si trovano molto spesso accompagnati dai propri isomeri.

## Proprietà
Tipici esempi sono i composti amari e solubili presenti nell'epicarpo dei frutti del genere Citrus sotto forma di glicosidi.
Sono state riconosciute proprietà antitumorali a molti flavanoni ma il loro utilizzo medico risulta limitato dalla costosa estrazione dai tessuti vegetali che li contengono. Per questo la possibilità dello sviluppo di farmaci a base di flavanoni, così come per molti altri composti naturali, è affidata alla scoperta di sintesi di laboratorio alternative all'estrazione naturale. Riguardo ai flavanoni si citano sintesi interessanti che impiegano catalizzatori chirali in grado di riprodurre tramite sintesi asimmetrica la stessa conformazione del prodotto naturale.

## Elenco Flavanoni
- Eriodictiolo
- Esperetina
- Naringenina